# Agha Yousef
Agha Yousef („Herr Yousef“; persisch آقا یوسف) ist ein iranisches Filmdrama aus dem Jahr 2011. Ali Rafi'i schrieb das Drehbuch und führte Regie; es ist die zweite Regiearbeit Rafi'is.

## Handlung
Herr (Agha) Yousef ist ein pensionierter Angestellter, der zusammen mit seiner Tochter Rana lebt. Sein Sohn führt indes sein eigenes Leben und ist nach Kanada ausgewandert; Yousefs Frau starb fünf Jahre zuvor. Um für seinen Lebensunterhalt zu sorgen, arbeitet er als Reinigungskraft in den Häusern anderer Leute – eine Tätigkeit, die er vor seiner Tochter, an der er sehr hängt, geheim hält. Der normale Arbeitsalltag ändert sich, als er eines Tages die Stimme seiner Tochter auf dem Anrufbeantworter eines Kunden hört.

## Nominierungen und Auszeichnungen
Auf dem Internationalen Fajr-Filmfestival gewann Mehdi Hashemi den Preis für den Besten Hauptdarsteller, darüber hinaus wurde der Film für in der Kategorie Bestes Drehbuch nominiert. 
Der Film lief in einigen wenigen deutschen Kinos als OmU.